# 新港路
新港路是位于中华人民共和国廣東省广州市海珠区的一条主干道。雙向2—6車道，全长13.7公里，由新港东路、新港中路和新港西路三段组成。
新港路原名广新公路，1954年，赤岗至前进路段（现江海大道与前进路交汇处）命名为新港路；赤岗至新洲仍称广新公路。1981年，两段合并，全路统称新港路。

## 与之交汇街道
- 道路顺序由西往东排列，粗体字为主干道
- 東曉路、東曉南路、昌崗東路
- 瑞寶路
- 上渡路
- 下渡路
- 敦和路
- 廣州大道南
- 聚德南路
- 赤崗路
- 新光快速路
- 琶洲大道東
- 華南快速幹線
- 會展路
- 展場路
- 科韻路
- 東環高速公路
- 新化快速路

## 公共交通
- 广州地铁3号线客村站
- 广州地铁4号线萬勝圍站
- 广州地铁8号线中大站、鹭江站、客村站、赤岗站、磨碟沙站、新港東站、琶洲站、萬勝圍站
- 广州地铁11号线琶洲站
- 广州地铁18号线磨碟沙站
- 海珠有轨电车1号线琶洲塔站、萬勝圍站

均在鄰近新港路位置設有出口。